# Football Club de San-Pédro
Maillots
Actualités
Le FC San Pedro est un club de football de la ville de San-Pédro, créé en 2004, affilié à la fédération ivoirienne de football et évoluant en Ligue 1 du championnat de Côte d'Ivoire.

## Histoire
Créé par Anet Kamelan Jean-Jacques, le FC San Pedro est le deuxième club de la ville de la cité portuaire. En juillet 2015, en Ligue 2, le Président Anet Kamelan Jean-Jacques cède le club à un opérateur économique tunisien en la personne de Mohamed Ali Hachicha.   
Sous l'impulsion du nouveau propriétaire, le FC SP se modernise davantage.
Le club remporte son premier championnat en 2024.

## Palmarès
- Championnat de Côte d'Ivoire (1) :
  - Champion : 2024
  - Vice-champion : 2019, 2020, 2021
- Coupe de Côte d'Ivoire (1) :
  - Vainqueur : 2019